# Pałac Gwiazd
Pałac Gwiazd lub Pałac Yıldız (tur. Yıldız Sarayı) – drugi co do wielkości pałac w Stambule w Turcji. Znajduje się nad Bosforem, w dzielnicy Beşiktaş, w gaju istniejącym tu od czasów Bizancjum. Pałac zajmuje powierzchnię 500 000 m². Obecnie jest podzielony na różne sekcje, w jednej z nich od 1994 istnieje muzeum.
Pałac składa się z wielu pawilonów, budowanych przez sułtanów w XIX w. Pierwszym budynkiem była Willa Merasim, zbudowana w 1880 przez architekta Sarkisa Balyana. Drugi pawilon powstał w 1889 roku, zaprojektowany przez Włocha Raimondo D'Aranco, trzeci wybudowano w 1898. Nazwa Yıldız pochodzi od nazwy pałacu, który sułtan Selim III kazał tu postawić dla swojej matki. Pałac główny powstał za panowania Abdülhamida II.
Główny budynek jest trzypiętrowy, podpiwniczony, podzielony na część oficjalną i prywatne apartamenty sułtana: harem i Selamlık. Pałac posiadał własne dwa meczety, hammam (łaźnię), teatr, warsztat stolarza i kuźnię w oddzielnych pawilonach. Między pawilonami poprowadzono aleje, oddzielono je bramami. Część północna obecnie należy do wojska, pozostałe do politechniki, miasta, Głównego Zarządu Pałaców oraz Instytutu Badań nad Historią Sztuki Islamskiej i Kultury. Parki, wiele starych pawilonów, w tym pracownia porcelany, są otwarte dla zwiedzania. Najbardziej znanym obiektem jest Pawilon Şale, obecnie muzeum. Przy wejściu do Pałacu Gwiazd znajduje się inny znany budynek – Pawilon Muayede – również muzeum. Obok niego znajduje się Pawilon Qt, służący w przeszłości gościom przybywającym z wizytą do sułtana.